# Adaptall
 (novembre 2022).
Si vous disposez d'ouvrages ou d'articles de référence ou si vous connaissez des sites web de qualité traitant du thème abordé ici, merci de compléter l'article en donnant les références utiles à sa vérifiabilité et en les liant à la section « Notes et références ».

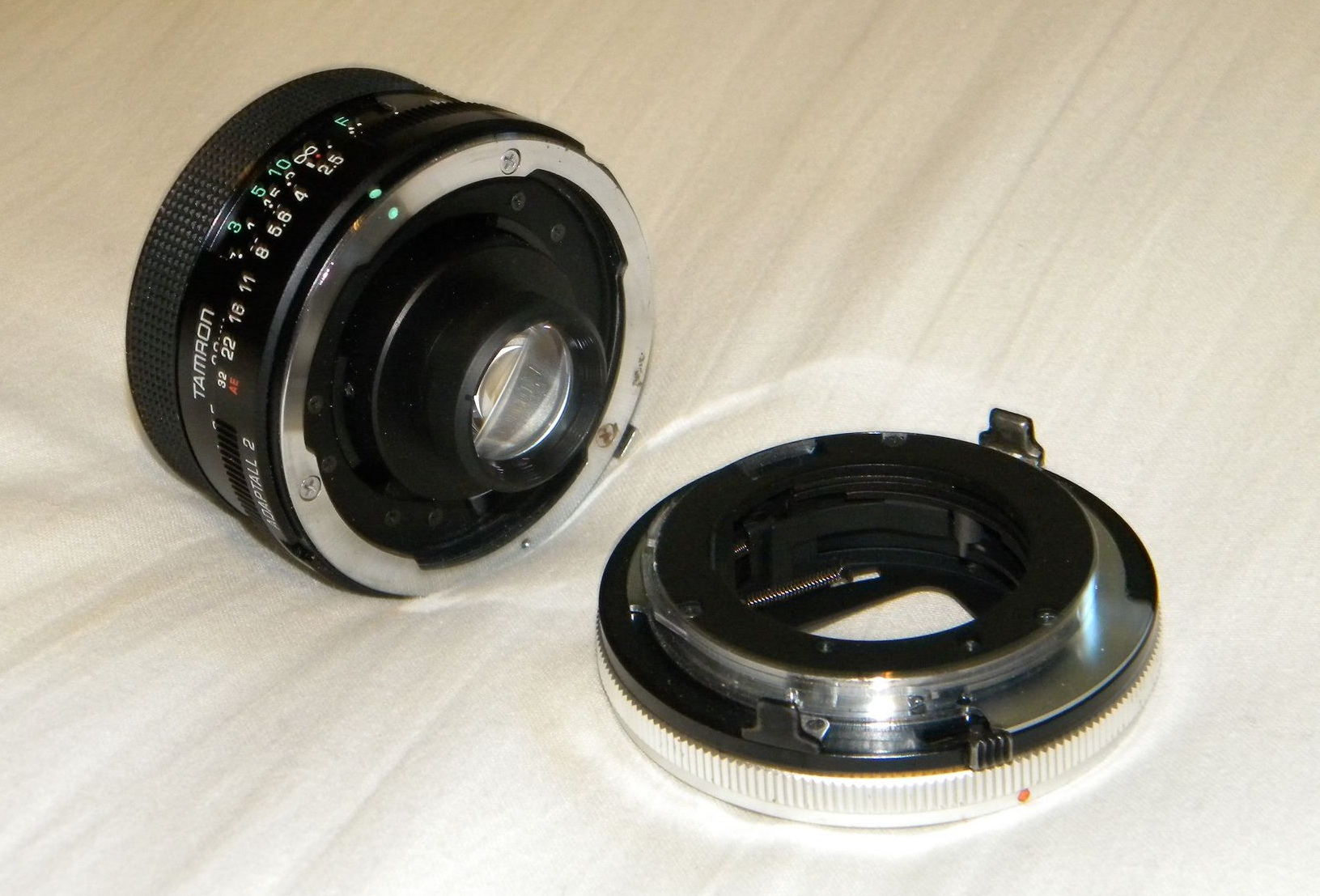
Objectif Tamron 28mm f/2.5 (1979-1992) et sa bague pour Canon FD.

Adaptall est une gamme d'objectifs photographiques de la marque Tamron, à mise au point manuelle, pouvant se monter sur différents boîtiers grâce à une bague d’adaptation appelée Adaptall (il existe des bagues pour la plupart des marques). On peut ainsi passer d’une marque à l’autre sans changer d’objectif. Ce concept, qui date de 1979, a disparu progressivement avec l’arrivée de l’autofocus et des baïonnettes spécifiques. Les objectifs Tamron Adaptall peuvent néanmoins se monter sur certains réflex numériques avec quelques restrictions d’utilisation.  
Les séries Tamron adaptall SP correspondent à des objectifs haut de gamme (SP : Super Performance).
La gamme des objectifs Tamron Adaptall était destinée à couvrir tous les besoins photographiques de l’amateur, de l’expert ou du professionnel.